# Jesper Lauridsen
Jesper Lauridsen, né le 27 mars 1991, est un footballeur danois évoluant actuellement au poste d'arrière gauche au Randers FC.

## Biographie
Jesper Lauridsen commence à jouer au football dans le modeste du KLG Fodbold, avant d'aller au Herning Fremad. Ensuite, il est recruté par le FC Midtjylland, où il signe pro en 2010. Cependant, il ne joue son premier match avec Midtjylland que le 30 avril 2011 contre Aalborg. Lors de la journée suivante, il marque son premier but contre SønderjyskE.
Il joue son premier match en Coupe du Danemark en demi-finale retour contre l'Esbjerg fB. Le match se termine par une victoire de Midtjylland aux tirs au but.
Le 21 juillet 2011, Lauridsen joue son premier match en Ligue Europa contre The New Saints, et adresse une passe décisive pour Mads Hvilsom.
Début septembre 2013, Jesper Lauridsen est prêté au Hobro IK, en D2 danoise. Il joue son premier match avec Hobro le 9 septembre 2013 contre le HB Køge. La semaine suivante, il marque son seul but avec Hobro, contre l'Akademisk Boldklub.
De retour à Midtjylland, il marque son premier but en Ligue Europa le 21 août 2014 contre le Panathinaïkos.

## Palmarès
- Championnat du Danemark en 2015